# Kefersteinia alata
Kefersteinia alata är en orkidéart som beskrevs av Franco Pupulin. Kefersteinia alata ingår i släktet Kefersteinia och familjen orkidéer. Inga underarter finns listade i Catalogue of Life.